# 에른스트 놀테
에른스트 헤르만 놀테(독일어: Ernst Hermann Nolte, 1923년 1월 11일~2016년 8월 18일)는 독일의 사학자이자 철학자이다. 놀테의 주요 연구 주제는 파시즘과 공산주의의 비교 연구였다. 철학을 공부한 그는 1965년부터 1973년까지 마르부르크 대학교 교수를 맡았으며, 이후 베를린 자유 대학교에서 현대사 명예 교수로 재직했으며 1973년부터 1991년까지 교편을 잡았다. 놀테는 1960년대 초반부터 저명한 학자였으며 1980년대 후반 역사가 논쟁을 포함하여 파시즘과 공산주의의 역사 해석과 관련된 많은 논쟁에 참여했다. 말년에는 이슬람주의와 이슬람 파시즘에 연구 초점을 맞췄다.
놀테는 콘라트 아데나워 상을 포함하여 여러 상을 받았다.

## 저서
- 《파시즘의 시대 - 악시옹 프랑세즈 - 이탈리아 파시즘 - 국가사회주의》(Der Faschismus in seiner Epoche. Action francaise – Italienischer Faschismus – Nationalsozialismus, 1963)
- 《유럽의 내전 1917–1945》(Der europäische Bürgerkrieg 1917–1945, 1987)